# Mistrzostwa Europy w Szermierce 2015
Mistrzostwa Europy w Szermierce 2015 – 28. edycja mistrzostw odbyła się w szwajcarskim mieście Montreux w 2015 roku.

## Klasyfikacja medalowa
| Lp. | Państwo    | złoto | srebro | brąz | Razem |
| --- | ---------- | ----- | ------ | ---- | ----- |
| 1   | Włochy     | 3     | 3      | 4    | 10    |
| 2   | Rosja      | 3     | 3      | 3    | 9     |
| 3   | Francja    | 3     | 2      | 1    | 6     |
| 4   | Niemcy     | 1     | 1      | 1    | 3     |
| 5   | Węgry      | 1     | 0      | 4    | 5     |
| 6   | Rumunia    | 1     | 0      | 1    | 2     |
| 7   | Estonia    | 0     | 2      | 0    | 2     |
| 8   | Szwajcaria | 0     | 1      | 1    | 2     |
| 10  | Ukraina    | 0     | 0      | 2    | 2     |
| 10  | Hiszpania  | 0     | 0      | 1    | 1     |

## Medaliści

### Mężczyźni
| Złoto                                                                      | Srebro                                                                                | Brąz                                                                        |
| Floret                                                                     |                                                                                       |                                                                             |
| Andrea Cassarà                                                             | Daniele Garozzo                                                                       | Edoardo Luperi Carlos Llavador                                              |
| Francja · Jérémy Cadot · Enzo Lefort · Erwann Le Péchoux · Julien Mertine  | Rosja · Artur Achmatchuzin · Aleksiej Czeriemisinow · Rienal Ganiejew · Dmitrij Rigin | Niemcy · Sebastian Bachmann · Peter Joppich · Moritz Kröplin · André Sanita |
| Szpada                                                                     |                                                                                       |                                                                             |
| Gauthier Grumier                                                           | Max Heinzer                                                                           | Pawieł Suchow Gábor Boczkó                                                  |
| Francja · Gauthier Grumier · Ronan Gustin · Daniel Jérent · Ulrich Robeiri | Estonia · Marno Allika · Nikolai Novosjolov · Sten Priinits · Peeter Turnau           | Szwajcaria · Peer Borsky · Max Heinzer · Fabian Kauter · Benjamin Steffen   |
| Szabla                                                                     |                                                                                       |                                                                             |
| Áron Szilágyi                                                              | Max Hartung                                                                           | Nikołaj Kowalow Aleksiej Jakimienko                                         |
| Niemcy · Max Hartung · Matyas Szabo · Richard Hübers · Benedikt Wagner     | Włochy · Enrico Berrè · Luca Curatoli · Aldo Montano · Diego Occhiuzzi                | Węgry · Tamás Decsi · Csanád Gémesi · András Szatmári · Áron Szilágyi       |

### Kobiety
| Złoto                                                                             | Srebro                                                                                | Brąz                                                                                    |
| Floret                                                                            |                                                                                       |                                                                                         |
| Elisa Di Francisca                                                                | Łarisa Korobiejnikowa                                                                 | Aida Mohamed Arianna Errigo                                                             |
| Włochy · Martina Batini · Arianna Errigo · Elisa Di Francisca · Valentina Vezzali | Rosja · Inna Dierigłazowa · Julija Biriukowa · Łarisa Korobiejnikowa · Aida Szanajewa | Francja · Anita Blaze · Pauline Ranvier · Astrid Guyart · Ysaora Thibus                 |
| Szpada                                                                            |                                                                                       |                                                                                         |
| Wioletta Kołobowa                                                                 | Rossella Fiamingo                                                                     | Simona Pop Emese Szász                                                                  |
| Rumunia · Ana Maria Brânză · Simona Gherman · Simona Pop · Loredana Dinu          | Estonia · Irina Embrich · Erika Kirpu · Julia Beljajeva · Katrina Lehis               | Włochy · Francesca Boscarelli · Rossella Fiamingo · Bianca Del Carretto · Mara Navarria |
| Szabla                                                                            |                                                                                       |                                                                                         |
| Sofja Wielika                                                                     | Charlotte Lembach                                                                     | Rossella Gregorio Ołena Woronina                                                        |
| Rosja · Jekatierina Djaczenko · Jana Jegorian · Julija Gawriłowa · Sofja Wielika  | Francja · Cécilia Berder · Saoussen Boudiaf · Manon Brunet · Charlotte Lembach        | Ukraina · Olha Charłan · Alina Komaszczuk · Ołena Krawaćka · Ołena Woronina             |